# Leonardo Feletto
Leonardo Feletto (26 giugno 1995) è un siepista e mezzofondista italiano.

## Biografia
Si avvicina all'atletica leggera da esordiente nel centro di Oderzo per poi specializzarsi nella corsa di resistenza da allievo, in particolare come siepista, attitudine che coltiva anche nelle categorie juniores.
Sotto la guida di Faouzi Lahbi, da promessa raccoglie i primi risultati collezionando due bronzi ai campionati italiani di Bressanone nel 2016 e Firenze nel 2017. 
Nel 2018 si laurea campione italiano assoluto nei 3000 siepi a Pescara, vincendo la concorrenza di Osama Zoghlami e Ala Zoghlami in 8'34"17. La sfida si ripropone nel 2020, nel pieno della pandemia Covid-19, dove Feletto giunge questa volta al terzo posto ai campionati italiani assoluti di Modena. 
Nel 2022 è nuovamente campione d'Italia nei 3000 siepi a Rieti in 8'30"06. Nello stesso anno consegue il minimo di qualificazione ai campionati europei di Monaco con il tempo di 8'22"96.
È laureato in Ingegneria energetica.

## Progressione
3000 metri siepi
| Stagione | Tempo   | Luogo                  | Data      | Rank. Mond. |
| -------- | ------- | ---------------------- | --------- | ----------- |
| 2016     | 8'45"90 | Brugnera               | 3-9-2016  |             |
| 2017     | 8'50"19 | Trieste                | 2-7-2017  |             |
| 2018     | 8'34"17 | Pescara                | 9-9-2018  |             |
| 2019     | 8'40"91 | Liegi                  | 17-7-2019 |             |
| 2020     | 8'28"33 | San Biagio di Callalta | 13-9-2020 |             |
| 2022     | 8'22"96 | San Vendemiano         | 6-7-2022  |             |

## Campionati nazionali
- 2 volte campione italiano assoluto dei 3000 metri siepi (2018, 2022)

2013
- 7º ai campionati italiani juniores, 3000 m siepi - 9'38"83

2014
- 4º ai campionati italiani juniores, 3000 m siepi - 9'23"93

2016
- 7º ai campionati italiani assoluti, 3000 m siepi - 8'55"11
- 7º ai campionati italiani promesse, 5000 m piani - 14'57"92
- Bronzo ai campionati italiani promesse, 3000 m siepi (Bressanone) - 9'12"00

2017
- 6º ai campionati italiani assoluti, 3000 m siepi - 8'50"19
- Bronzo ai campionati italiani promesse, 3000 m siepi (Firenze) - 8'58"11

2018
- Oro ai campionati italiani assoluti, 3000 m siepi (Pescara) - 8'34"17

2019
- 4º ai campionati italiani assoluti, 3000 m siepi - 8'49"67
- Bronzo ai campionati italiani assoluti indoor, 3000 m siepi - 8'19"32

2020
- Bronzo ai campionati italiani assoluti, 3000 m siepi (Modena) - 8'35"17

2022
- Oro ai campionati italiani assoluti, 3000 m siepi (Rieti) - 8'30"06

2024
- 5º ai campionati italiani assoluti, 3000 m siepi - 8'39"34